# Cyanea asarifolia
Cyanea asarifolia är en klockväxtart som beskrevs av Harold St.John. Cyanea asarifolia ingår i släktet Cyanea, och familjen klockväxter. Inga underarter finns listade i Catalogue of Life.